# Kommandantin Ramona

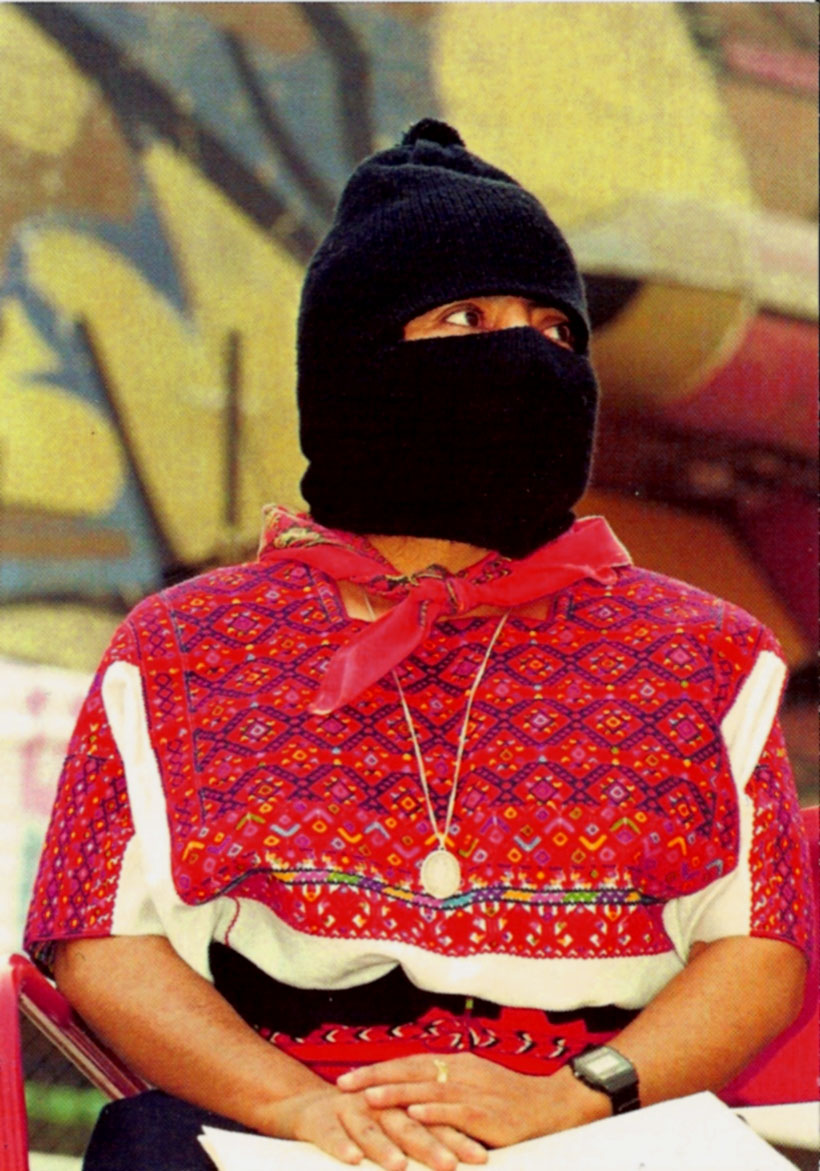
Kommandantin Ramona

Kommandantin Ramona (* 1959; † 6. Januar 2006 in Tonalá, Chiapas, Mexiko), spanisch: Comandanta Ramona, war eine Angehörige der Tzotzil und Anführerin der mexikanischen Zapatistenrebellen.
Obwohl fast nur einsprachig in der Tzotzil-Sprache und Analphabetin, war „Comandanta Ramona“ eine der führenden Figuren des Zapatistenaufstands gegen die mexikanische Obrigkeit seit 1994. Im Januar 1994 befehligte sie die Einnahme von San Cristóbal de las Casas. In ganz Lateinamerika engagierte sich die 1,40 Meter große und stets maskierte Rebellin für die Rechte der indigenen-Frauen. Sie war außerdem aktive Globalisierungsgegnerin.

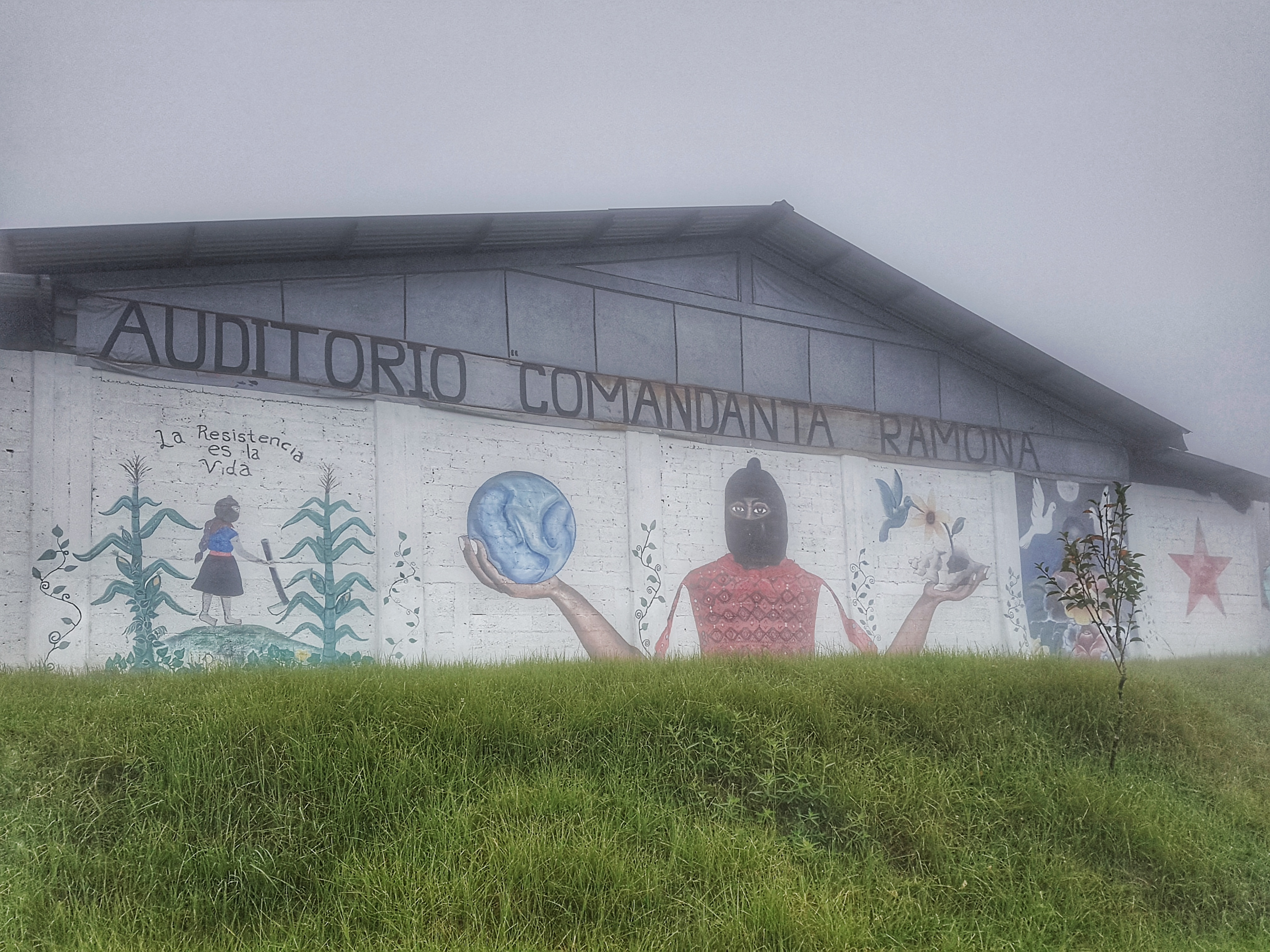
Ramona gewidmetes Auditorium einer zapatistischen Gemeinde

Die Tzotzil-Kommandantin, eine professionelle Stickerin, erkrankte an Nierenkrebs und konnte 1996 nur dank einer Nierentransplantation weiterleben. Nach der Transplantation zog sich Ramona aus der Öffentlichkeit zurück, bis sie im Herbst 2005 an der ersten Vollversammlung der „Anderen Kampagne“ im lacandonischen Urwald (Selva Lacandona) teilnahm. Ramona galt als erste Beraterin des Subcomandante Marcos. In Mexiko und Lateinamerika wurde sie zu einem Symbol des Kampfes der indigenen Frauen für ihre Rechte. Sie starb im Alter von 47 Jahren an den Folgen ihrer Krebserkrankung.